# Helictotrichon sempervirens
Helictotrichon sempervirens är en gräsart som först beskrevs av Dominique Villars, och fick sitt nu gällande namn av Pilg.. Helictotrichon sempervirens ingår i släktet Helictotrichon och familjen gräs. Inga underarter finns listade i Catalogue of Life.

## Bildgalleri

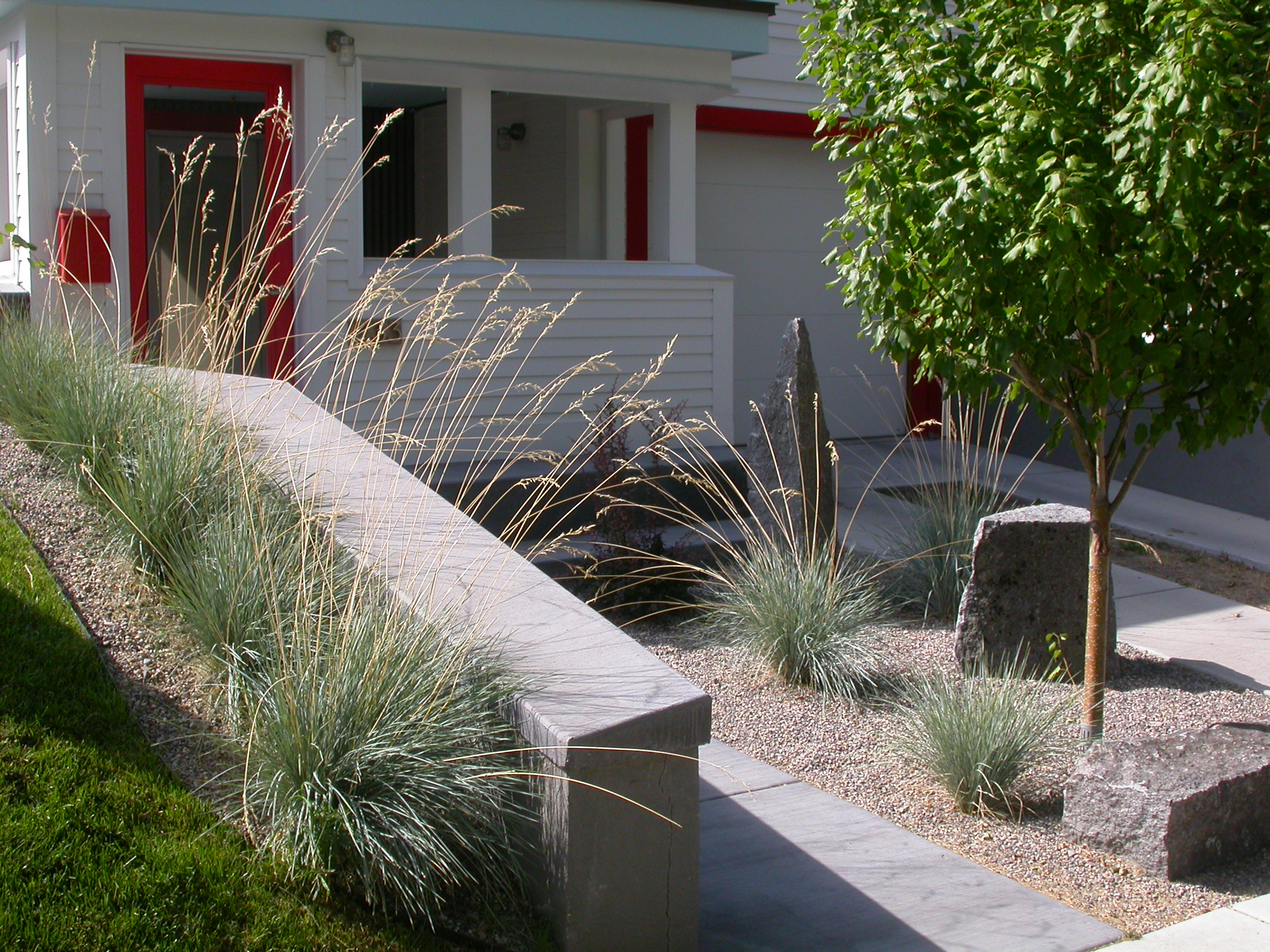
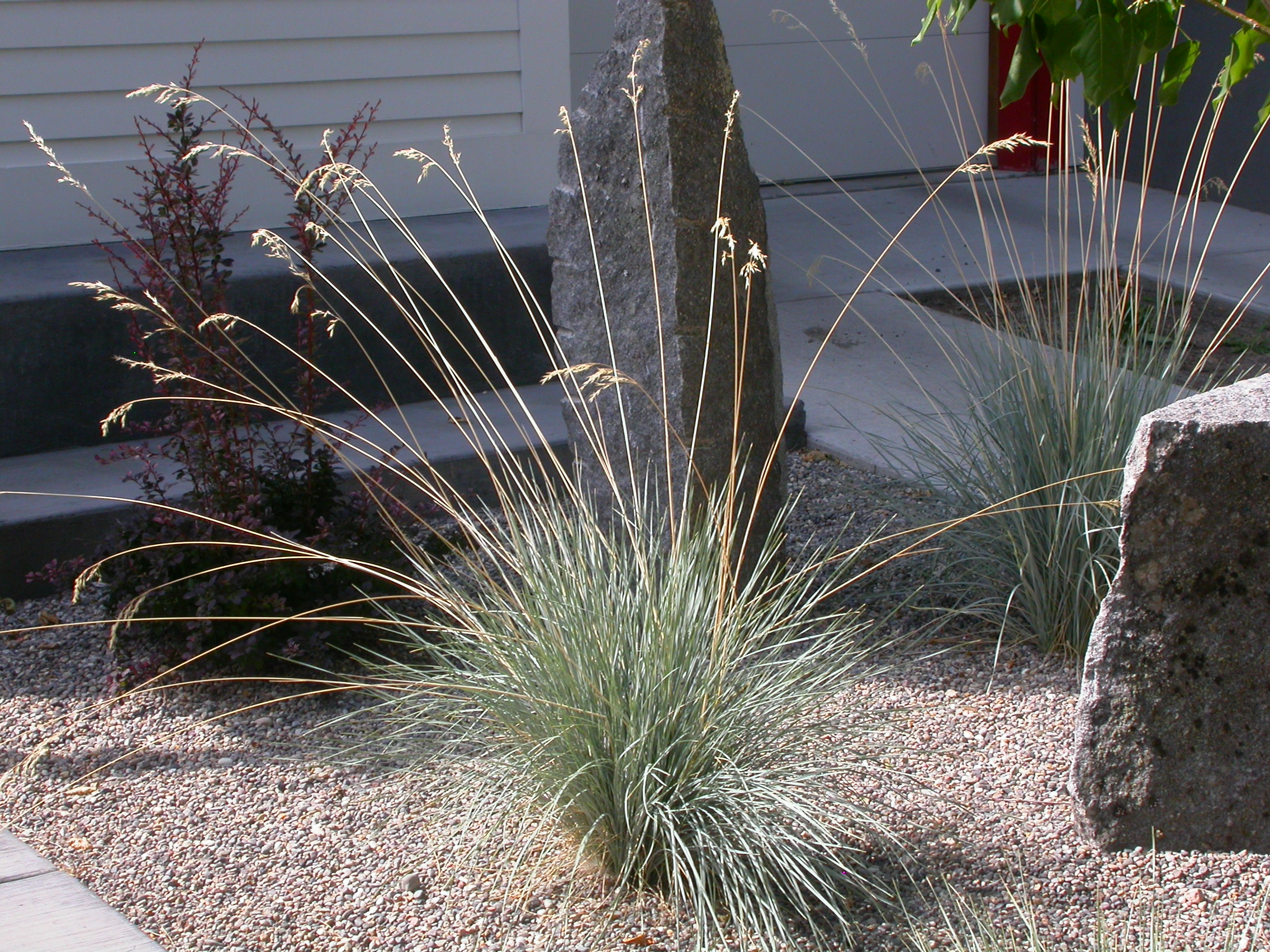
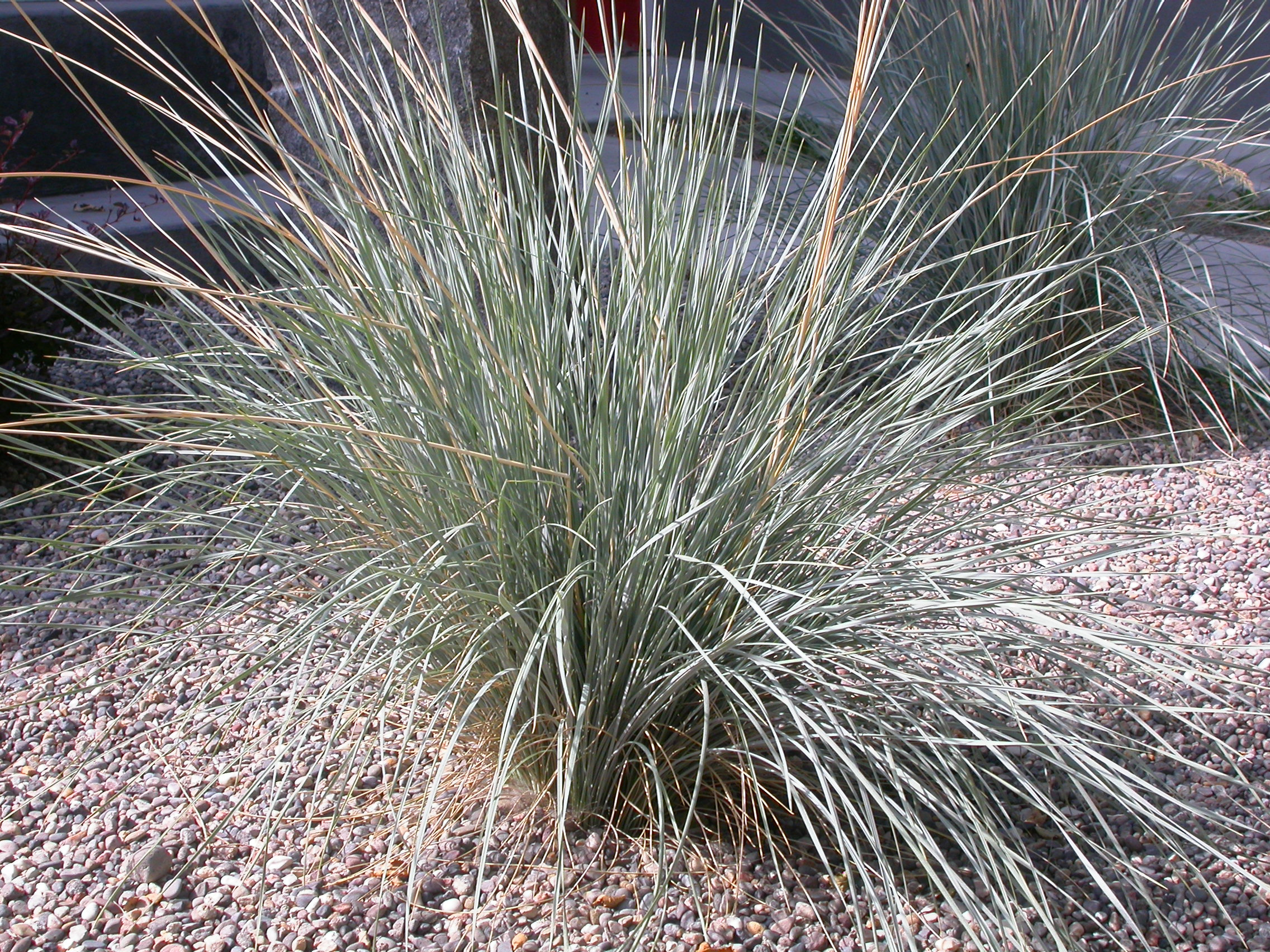
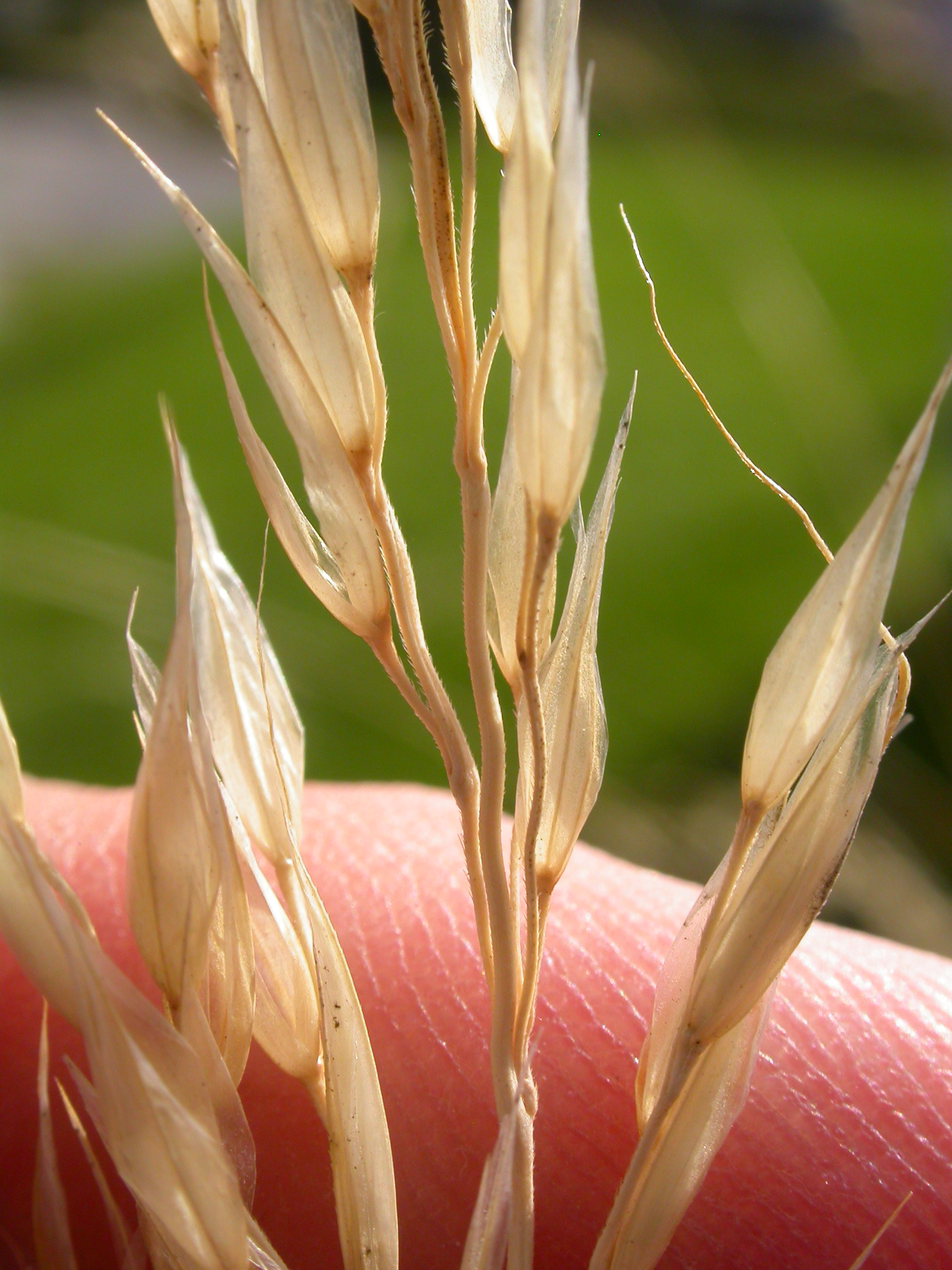